# Trichomanes ankersii
Trichomanes ankersii là một loài thực vật có mạch trong họ Hymenophyllaceae. Loài này được C. Parker ex Hook. & Grev. miêu tả khoa học đầu tiên năm 1831.